# オールバニ国際空港
オールバニ国際空港（オールバニこくさいくうこう、英: Albany International Airport、IATA: ALB）は、アメリカ合衆国のニューヨーク州にある空港。オールバニは州都であり、ニューヨーク市の220km北にある。2019年の旅客数は298万人だった。

## 就航路線
| 航空会社                   | 就航地                                                                                       |
| -------------------------- | -------------------------------------------------------------------------------------------- |
| サウスウエスト航空         | ボルチモア、シカゴ/ミッドウェー、オーランド、タンパ、 季節：デンバー、フォートマイヤーズ     |
| デルタ航空                 | アトランタ                                                                                   |
| デルタ・コネクション       | デトロイト、NYラガーディア、 季節：ミネアポリス                                              |
| ユナイテッド航空           | シカゴ/オヘア                                                                                |
| ユナイテッド・エクスプレス | シカゴ/オヘア、ニューアーク、ワシントン/ダレス                                               |
| アメリカン航空             | シャーロット                                                                                 |
| アメリカン・イーグル       | シャーロット、シカゴ/オヘア、フィラデルフィア、ワシントン/ナショナル、 季節：マイアミ        |
| ジェットブルー航空         | フォートローダーデール、オーランド                                                           |
| アレジアント航空           | オーランド/サンフォード、プンタゴーダ、クリアウォーター、 季節：マートルビーチ、ナッシュビル |
| フロンティア航空           | フォートローダーデール、ローリー/ダーラム、オーランド、マイアミ、 季節：デンバー、タンパ     |